# Volkmar Michler
Volkmar Michler (* 1964) ist ein deutscher Börsenjournalist, Trader und Investor. Er studierte Jura, Politik und Geschichte und absolvierte eine betriebs- und volkswirtschaftliche Zusatzausbildung.
Michler ist Chefredakteur des seit 1995 monatlich erscheinenden Börsendienstes Taipan, der sich auf die Analyse von Schwellenmärkten und internationalen Technologiewerten spezialisiert hat. Er ist zudem Co-Autor des täglichen E-Mail-Newsletters Profit Radar.
Volkmar Michler tritt regelmäßig als Experte und Interview-Partner in den Börsensendungen 3satbörse (3sat), Telebörse (n-tv) und Börse am Abend (N24) auf und ist dadurch einem breiteren Publikum bekannt geworden.

## Veröffentlichungen
- Volkmar Michler: Die Geheimnisse des Aktientradens – simplified. FinanzBuch Verlag 2008; ISBN 3898793451
- Volkmar Michler, Gerhard Thoms: Taipan's Wegweiser zur Geldanlage in Aktien. Investieren Sie erfolgreich in die Märkte von morgen. FID Verlag 2000; ISBN 3932017129